# Omar Trompa
Trompa  Rodríguez est un nom espagnol. Le premier nom de famille, en général paternel, est Trompa ; le second, en général maternel, souvent omis, est Rodríguez.
Omar Alirio Trompa Rodríguez, né le 20 avril 1970 à Facatativá (département de Cundinamarca), est un coureur cycliste colombien des années 1990 et 2000, naturalisé mexicain en 2003.

## Repères biographiques
Fin octobre 1990, à peine âgé de vingt ans, il affronte, avec son équipe, les Soviétiques, lors de la quinzième édition du Tour du Chili. Sergueï Soukhoroutchenkov remporte la course devant trois Pony Malta. Omar Trompa finit deuxième à 1 min 47 s du champion olympique de Moscou.
À l'automne suivant, il remporte la XXIVe Vuelta de la Juventud, un Tour de Colombie réservé aux jeunes. Le matin du contre-la-montre de clôture, Argiro Zapata (en), de la formation Manzana Postobón, est en tête de la course avec 1 min 57 s d'avance sur le natif de Facatativá. En remportant l'étape, non seulement, Omar Trompa refait son retard, mais il crée un écart de 1 min 25 s en sa faveur, pour remporter l'épreuve.
En février 1992, bien qu'encore dans l'équipe amateur de Pony Malta, Trompa remporte son premier succès international d'envergure, en s’imposant dans la XXIIIe Vuelta a la Independencia Nacional, en République dominicaine. Vainqueur de deux étapes (dont la dernière), il devance trois de ses coéquipiers. En juillet, il participe avec ses coéquipiers au Baby Giro et termine septième de la compétition. En novembre, il est tout près de s'imposer au XVIe Tour de l'Équateur. Plusieurs jours, entre trois et cinq secondes du leader Juan Carlos Rosero (en), il doit abandonner en raison d'une lésion au genou.
En mars 1993, il s'impose à Palmira, dans la quatrième étape du Tour de Colombie. Avec deux autres coureurs, il fausse compagnie au peloton et termine victorieux, avec une poignée de secondes devant celui-ci. Cette année-là, en août, il remporte une course par étapes du calendrier national colombien, la Clásica de El Carmen de Viboral, dépossédant de sa place de leader, le vainqueur du Tour de Colombie, Carlos Mario Jaramillo, lors du contre-la-montre.

## Palmarès
- 1990
  - 2e du Tour du Chili
- 1991
  - Vuelta de la Juventud
- 1992
  - Vuelta a la Independencia Nacional
    - Classement général
    - 2 étapes
- 1993
  - 4e étape du Tour de Colombie
  - Clásica de El Carmen de Viboral